# Zhongchagou
Zhongchagou  ou Zhông Chá Gōu (en chinois 中查沟[réf. nécessaire]) est un petit village tibétain du xian d'Aba, dans la préfecture autonome tibétaine et qiang d'Aba, dans le nord-ouest du Sichuan, en Chine. Le village a connu très récemment un réel enrichissement de sa population grâce au tourisme[réf. nécessaire]. 

## Étymologie
Zhongcha est une traduction phonétique du tibétain qui signifie « le lieu où a atterri » (Cha - 查) « l'aigle sacré » (Zhong - 中). Par ailleurs, Gou - 沟 signifie en chinois « ravin » ou « vallée ». L'ensemble de ces trois caractères donne le nom de Zhongchagou[réf. nécessaire].

## Village
Zhongchagou est un village du xian d'Aba[réf. nécessaire], dans la préfecture autonome tibétaine et qiang d'Aba, dans le nord-ouest du Sichuan, en Chine. Il est situé dans une vallée à 15 km à l'ouest de l'entrée du parc national de Jiuzhaigou. Il se situe à environ 60 km d'un nouvel aéroport construit pour desservir Jiuzhaigou[réf. nécessaire]. 
Il est composé de maisons, ce qui le différencie du centre-ville d'Aba (en tibétain Ngawa), qui comporte surtout des immeubles, essentiellement des hôtels. Il se situe entre des montagnes et il est entouré de forêts primaires[réf. nécessaire]. Le climat est agréable[réf. nécessaire].

## Population et culture
Il s’agit d’un village tibétain, composé de quelque 130 familles, soit environ 500 personnes[réf. nécessaire]. 
Bien que relié depuis peu par la route, il s’est néanmoins ouvert sur les autres ethnies, et l’on compte aujourd’hui près de dix mariages mixtes avec des Hans. Il ne semble pas exister de ressentiment entre les ethnies, qui vivent en harmonie. 
En tant que membres de l’une des 56 ethnies recensées en Chine, les couples peuvent avoir plusieurs enfants, ayant échappé ainsi à la politique de l'enfant unique, en vigueur jusqu'en 2015. Les enfants vont à l’école de Jiuzhaigou jusqu’à 18 ans. Compte tenu de la distance et des faibles moyens de locomotion du village, ils y sont en pensionnat durant la semaine avant de retrouver leur famille le week-end. L’école est gratuite et l’on y enseigne en chinois et non en tibétain. Toutefois, les habitants parlent tibétain entre eux[réf. nécessaire]. Ils sont donc tous bilingues, voire trilingues pour certains, les plus jeunes parlant plus ou moins bien l’anglais.

## Tremblement de terre et reconstruction du village

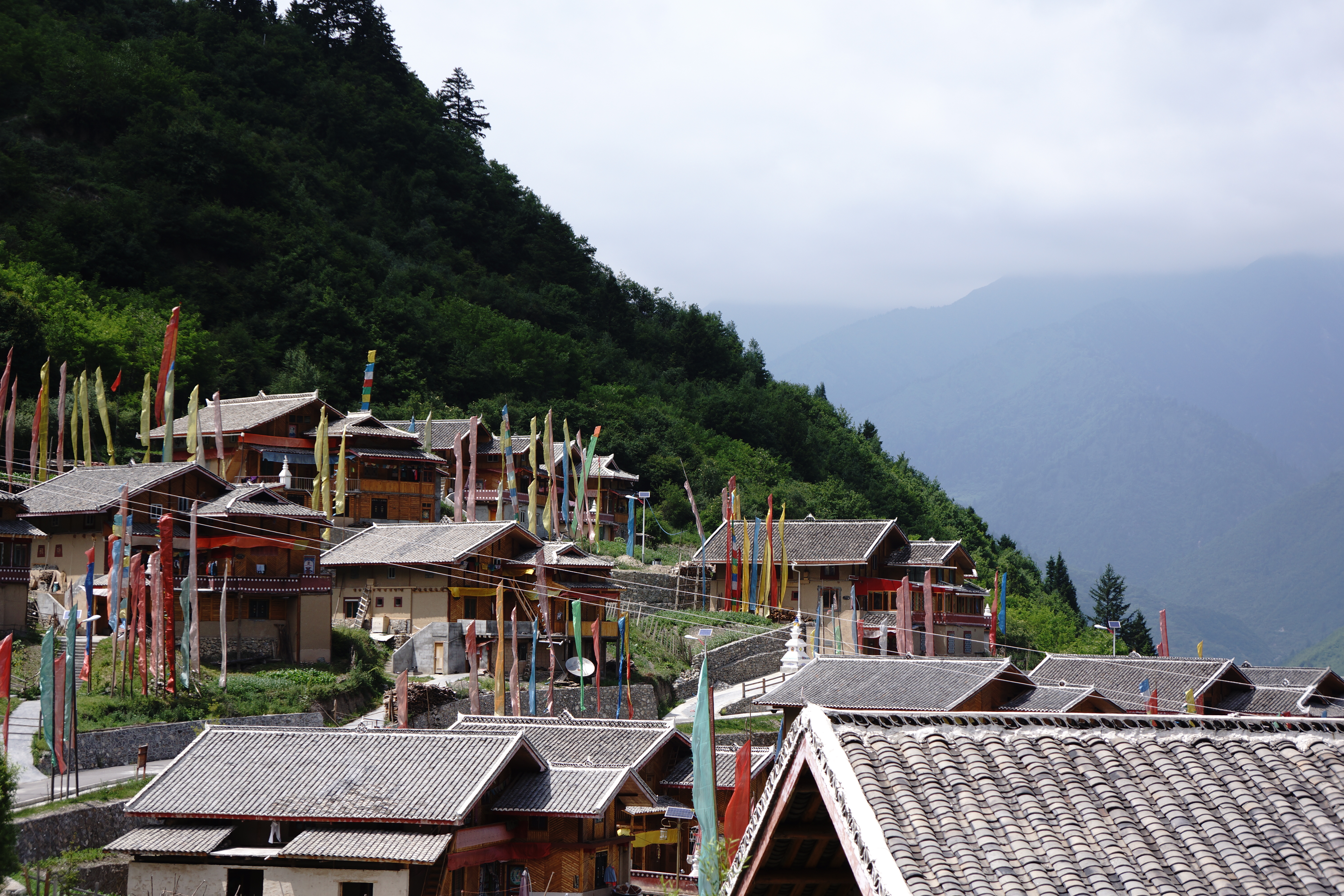
Nouvelles maisons, construites après le tremblement de terre - Zhongchagou, Aba, Sichuan, Chine

À la suite du séisme de 2008, les habitants ont progressivement abandonné leurs anciennes maisons construites de pierre, de bois et de terre et aujourd'hui dangereuses[réf. nécessaire]. 
Si l’État a donné à chaque famille 20 000 yuans, soit environ 2 500 euros en dédommagement, il a surtout octroyé à chacune d'elles un prêt préférentiel d’environ 300 000 yuans, soit 37 500 euros lui permettant de se reconstruire une maison neuve.
Ces maisons sont folkloriques et semblent mêler style traditionnel tibétain et style chinois[réf. nécessaire]. Elles procurent, selon les habitants, un bien meilleur confort de vie que les précédentes. Elles sont entourées de grands drapeaux élancés vers le ciel, de plusieurs couleurs, qui, selon la tradition tibétaine, sont censés les protéger : bleu = ciel, blanc = nuage, rouge = feu, vert = eau, jaune = terre. La particularité des drapeaux de cette région est qu'ils sont généralement longs et verticaux, tandis qu'ils sont généralement petits et carrés dans les autres régions de culture tibétaine. On retrouve tout de même également les petits drapeaux carrés dans cette région.

## Développement touristique

### Contexte
Le village vivait essentiellement sous une forme d’autosuffisance traditionnelle : agriculture locale et élevage de yaks. 
Le village se trouve à proximité du parc national de Jiuzhaigou, classé patrimoine mondial en 1992  et attirant chaque jour entre 10 000 et 30 000 touristes, essentiellement chinois. Astucieusement, le village a eu l’idée d’évoluer progressivement vers une économie basée sur le tourisme.

### Création d'un centre équestre touristique

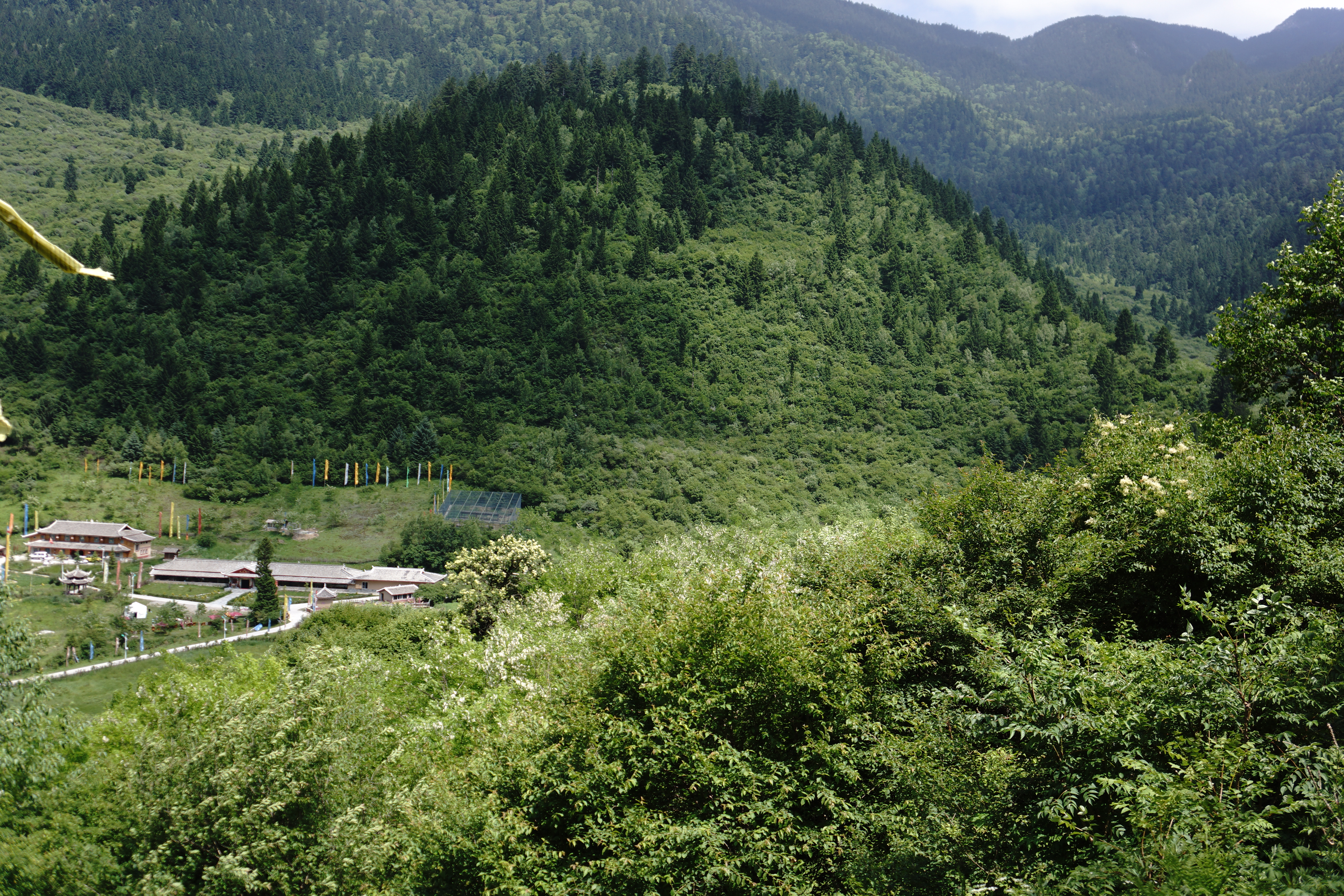
Centre équestre - Zhongchagou, Aba, Sichuan, China

Le village a fondé une société dont les actions sont détenues collectivement par les familles villageoises. Celles-ci ont ensuite demandé l’aide du gouvernement, qui a financé la construction d’une route en asphalte de Jiuzhaigou à leur village. Le gouvernement a par ailleurs contracté un emprunt d’environ 800 000 yuans, soit 100 000 euros, afin d’acheter 48 chevaux et de construire les bâtiments nécessaires à l’organisation de balades équestres. Ce prêt devrait être remboursé en trois ans d’après les villageois. Les balades équestres ont commencé en 2012.

### Arrivée progressive des touristes et offre touristique
Afin de faire venir les touristes, de nombreux villageois vont distribuer des cartes publicitaires à la sortie du parc national de Jiuzhaigou. Certains visiteurs se laissent tenter. Les villageois ont par ailleurs mis en place un système d’apporteur d’affaires de 40 yuans par touriste, auprès des habitants des autres villages de Jiuzhaigou. 
Les villageois ont mis en place un système d’offres additionnelles, auxquelles selon leurs dires très peu de touristes résistent. Les touristes payent 40 yuans pour le transport (ou à l’apporteur d’affaires), puis 160 yuans pour une balade de deux heures, puis 15 yuans pour une photo, puis 50 yuans pour déposer de l’encens et des drapeaux en hommage au Bouddha, puis 30 yuans pour boire un alcool local et enfin 15 yuans pour prendre en photo un petit agneau, soit un total de 310 yuans soit environ 39 euros. Pour ce prix, les touristes auront pu visiter un village tibétain traditionnel et se balader dans la montagne avec un guide du village. 
Cette nouvelle manne cumulée représente une somme importante pour l’économie du village.

### Enrichissement de la population

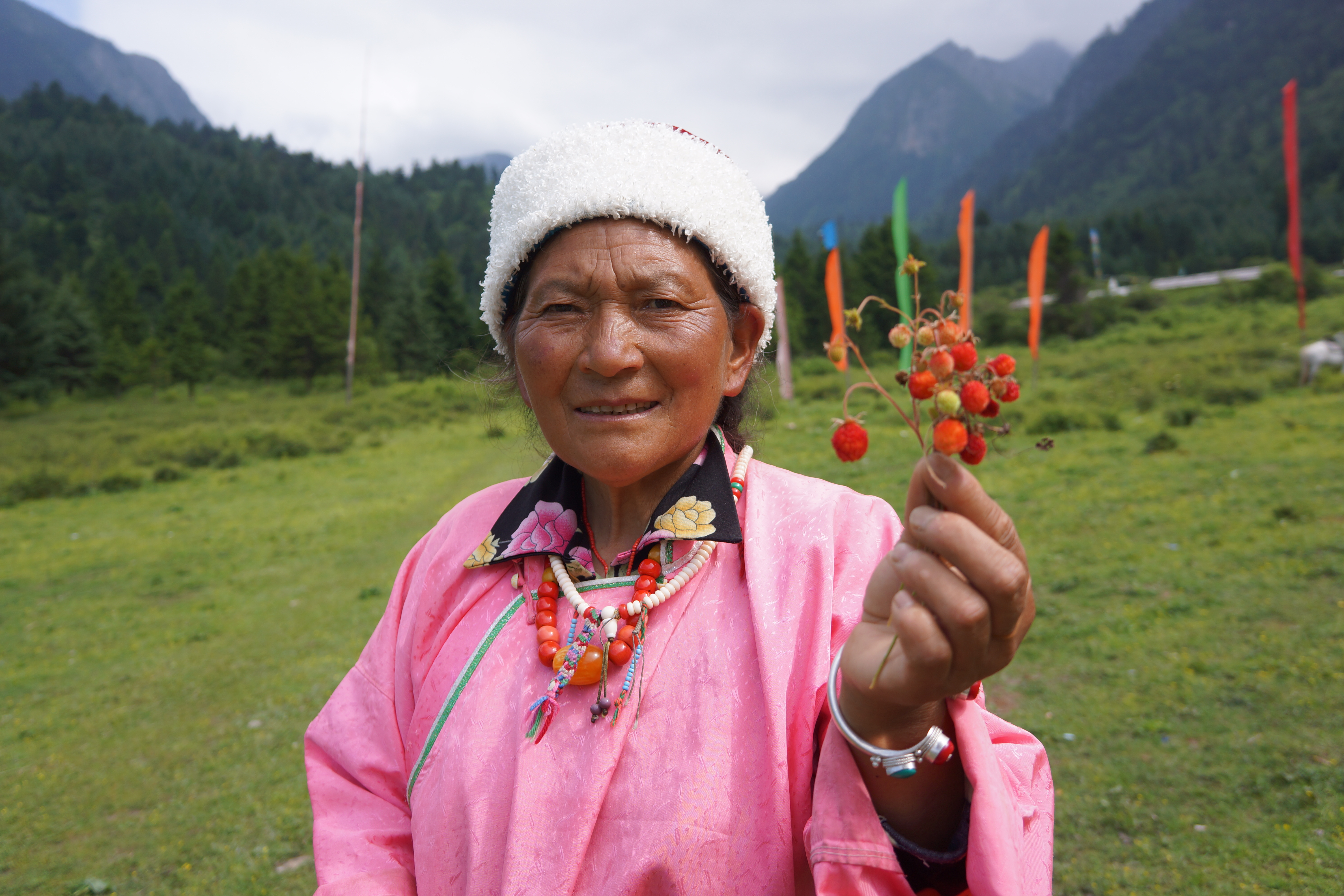
Vieille dame du village accompagnant les touristes - Zhongchagou, Aba, Sichuan, China

Le développement semble bien fonctionner selon les habitants. 

« Grâce au tourisme, je ne suis plus obligée d’aller travailler dans les champs, avec mon vieil âge. Et surtout, on s’enrichit. Maintenant, on peut s’acheter du riz et des choses nouvelles. Et on rencontre aussi des touristes du monde entier. »

— Vieille dame du village accompagnant les touristes, ayant 60 ans, trois fils, deux arrière-petits-enfants – Le 16 juin 2013 - Voir sa photo sur le côté.